# Paycheck
Paycheck is een Amerikaanse speelfilm uit 2003 onder regie van John Woo. Het is gebaseerd op een verhaal van Philip K. Dick.

## Verhaal
Michael Jennings is een reverse engineer. Hij bedrijft industriële spionage. Michael Jennings neemt klussen aan waarna zijn geheugen gewist wordt door de opdrachtgevers zodat hij het project niet nogmaals kan doorverkopen. Op een dag gaat hij een klus doen voor een vriend. Aan de klus zou hij ongeveer $ 400.000.000 overhouden. Als hij na drie jaar echter bij de bank komt om zijn geld te innen blijkt dat hij de aandelen opgegeven heeft, maar dat hij in plaats daarvoor zichzelf een envelop met vreemde voorwerpen heeft gestuurd. Bij de bank wordt hij overvallen door mannen van een overheidsinstantie die hem meenemen en beschuldigen van moord en diefstal. Door de voorwerpen weet hij te ontsnappen. Jennings moet zich de gebeurtenissen van de afgelopen jaren zien te herinneren om zichzelf te redden. Het blijkt dat hij de afgelopen jaren heeft gewerkt aan een project waarmee je in de toekomst kan kijken. Hij heeft dus gezien wat er gaat gebeuren en door de voorwerpen die hij bij zich heeft is hij langzaam maar zeker in staat om zichzelf te redden en zijn geheugen terug te halen.

## Rolverdeling
- Ben Affleck - Michael Jennings
- Aaron Eckhart - James Rethrick
- Uma Thurman - Dr. Rachel Porter
- Paul Giamatti - Shorty
- Colm Feore - John Wolfe
- Joe Morton - Agent Dodge
- Michael C. Hall - Agent Klein
- Peter Friedman - Atty. Gen. Brown
- Kathryn Morris - Rita Dunne
- Ivana Milicevic - Maya-Rachel
- Christopher Kennedy - Stevens
- Fulvio Cecere - Agent Fuman
- John Cassini - Agent Mitchell
- Callum Keith Rennie - Jude, Bewaker
- Michelle Harrison - Jane